# Алекперов, Физули Гасан оглы
 Алекперов Физули Гасан оглы  (азерб.  Ələkbərov Füzuli Həsən oğlu) — министр труда и социальной защиты Азербайджана (2006—2013). Президент Федерации дзюдо Азербайджана (1996—2015).

## Биография
Физули Алекберов родился 3 февраля 1958 года в городе Джульфа Нахичеванской АССР Азербайджанской ССР. В 1980 году окончил физико-математический факультет Азербайджанского государственного университета. В 1991 году окончил экономический факультет Азербайджанского института народного хозяйства. 
В 1987—1992 годах являлся председателем международного молодёжного туристического бюро «Спутник». 
С 1992 по 2006 год являлся президентом группы компаний «Импротекс». 
С 2003 по 2006 год — член Совета предпринимателей при президенте Азербайджана.
Президент Федерации дзюдо Азербайджана (1996 — 4 сентября 2015).
Министр труда и социальной защиты Азербайджана (7 февраля 2006 — 22 октября 2013).